# Josef Sikora
Josef Sikora (* 17. März 1912 in Gleiwitz; † 23. Dezember 1945 in Langwaltersdorf) war ein deutscher römisch-katholischer Geistlicher und Märtyrer.

## Leben
Josef Sikora war der Sohn eines Briefträgers. Er studierte Theologie und wurde am 5. April 1936 in Breslau zum Priester geweiht. Die Stationen seines Wirkens waren: Kaplan an der Kreuzkirche in Breslau und ab 1939 Kurat in Görbersdorf (südlich Waldenburg/Schlesien). Durch seinen Einsatz für alle Notleidenden erwarb er sich die Anerkennung der Dorfbewohner.
Nach einem Gottesdienst im Nachbarort Langwaltersdorf am Vorabend vor Weihnachten 1945 wurde er zwischen den beiden Dörfern erschossen aufgefunden und am 2. Januar 1946 in Görbersdorf feierlich bestattet. Er war 33 Jahre alt. Das Verbrechen blieb unaufgeklärt.

## Werke (postum)
- (Übersetzer mit Elisabeth Bohnenstaedt) Nikolaus von Kues: Schriften des Nikolaus von Cues. Band 3. Predigten 1430–1441. Hrsg. Ernst Hoffmann. Kerle, Heidelberg 1952.

## Gedenken
Die Römisch-katholische Kirche in Deutschland hat Josef Sikora im Jahre 1999 als Märtyrer aus der Zeit des Nationalsozialismus in das deutsche Martyrologium des 20. Jahrhunderts aufgenommen.